# Cavagnolo
Cavagnolo (Cavagneul in piemontese) è un comune italiano di 2 343 abitanti della città metropolitana di Torino in Piemonte. È situato all'estrema punta orientale della città metropolitana di Torino, sulle colline del Monferrato settentrionale, a 47 chilometri a est da Torino.

## Geografia fisica
Il comune ha un'estensione di 12,37 km². Essendo situato nel Monferrato settentrionale, ha la maggior parte del suo territorio collinare; la maggiore densità abitativa, tuttavia, si raggiunge in pianura, nella frazione di Pomaretto. Il comune è attraversato per un breve tratto dal fiume Po e dai rii Trincavenna e Santa Fede.
 Cavagnolo confina con i comuni di Brusasco, Lauriano e Monteu da Po (nella Città metropolitana di Torino) e Moransengo-Tonengo (in provincia di Asti).

## Storia
L'origine del toponimo è incerta. Potrebbe derivare dal celta Cabanne, "piccola e bassa casa con annesso piccolo podere" oppure dal latino Cabannolum, "capanna, riparo". Se si dà credito all'origine celta del toponimo, il territorio dell'odierno comune potrebbe essere stato occupato già in età pre-romana dalle popolazioni celtiche del luogo. Il sito fu poi occupato dai romani.
Dopo alla caduta dell'Impero d'Occidente, come il resto dei territori piemontesi, passò sotto le successive dominazioni di Odoacre, degli ostrogoti, dei bizantini, dei longobardi, dei franchi e del regno d'Italia parte del Sacro Romano Impero. A fine IX secolo, Cavagnolo entrò a far parte della Marca d'Ivrea. A fine XI, passò nei possedimenti della diocesi di Vercelli. Quest'ultima alcuni anni dopo lo diede in fondo a Guglielmo IV degli Aleramici. Tale possesso fu confermato nel 1164 dall'imperatore Federico I Barbarossa, che concesse a Guglielmo V marchese del Monferrato il titolo di conte di Cavagnolo e signore di Scallaro. In questi tempi l'insediamento si concentrava nei pressi del castello in collina, di cui oggi sono visibili alcuni ruderi. Nel 1215 Guglielmo VI lo cedette al vescovo di Vercelli Uguccione, quale compenso per aver scongiurato una guerra incombente tra i vercellesi e il medesimo Guglielmo. Nel 1224, tuttavia, Cavagnolo ritornò sotto il Monferrato. In questo tempo si vide questo comune governato dai signori vassalli di Guglielmo, i quali non portavano altro nome che quello di signori del luogo: essi formavano una specie di consiglio comunale a cui era affidato il compito di dirimere le piccole questioni che sorgevano tra gli abitanti del luogo. Nella metà del XII secolo i monaci benedettini di Sainte-Foy-de-Conque fondarono nell'odierno territorio comunale l'abbazia di Santa Fede. Nel 1333 Cavagnolo ritornò alle dipendenze del vescovo di Vercelli.
Nella Galleria delle carte geografiche dei Palazzi Vaticani, realizzata tra 1580 e 1585, Cavagnolo viene nominata con il nome di Cabannolum.
Nel 1612, con la morte del duca di Mantova e del Monferrato Francesco IV Gonzaga, si accese una grave questione tra il duca di Savoia Carlo Emanuele I e la regno di Spagna di Filippo III. Dopo vari conflitti, Vittorio Amedeo I giunse con il trattato di Cherasco del 6 aprile 1631 a estendere i propri domini, acquisendo tra gli altri anche Cavagnolo, che entrò a far parte del ducato sabaudo. Da quell'epoca sino alla caduta di Napoleone I, Cavagnolo fece parte della provincia di Asti. Ritornato in Piemonte con la Restaurazione, il duca di Savoia, ora regno di Sardegna, assegnò Cavagnolo alla provincia di Torino. Nel corso di questi secoli l'insediamento si estese dalla collina alle zone di pianura.
Nel 1900 a Cavagnolo fu fondata una Cassa Rurale Internazionale, la prima in tutta Italia. Nel 1912 fu inaugurata la Stazione di Cavagnolo-Brusasco sulla linea che univa Asti a Chivasso. Nel 1928, Benito Mussolini unì Cavagnolo ai paesi limitrofi Brozolo, Brusasco, Marcorengo (oggi frazione del comune di Brusasco) e Moransengo (oggi frazione del comune di Moransengo-Tonengo) nel comune di Brusasco-Cavagnolo. Nel 1957 Cavagnolo riacquistò l'autonomia dai comuni limitrofi. Il comune ospitò uno degli stabilimenti italiani dell'Eternit.
Cavagnolo ha dato i natali al servo di Dio Casimiro Barello (1857-1884), che si incamminò in pellegrinaggio da Cavagnolo ad Alcoy in Spagna.

### Simboli
Lo stemma del comune, approvato con decreto del presidente della Repubblica del 7 aprile 1959, è costituito da uno scudo troncato, cioè diviso da una linea orizzontale: nella parte superiore è rappresentata un'aquila su sfondo azzurro, stante per la fondazione dell'insediamento in epoca romana; nella parte inferiore è rappresentata una capanna, richiamante l'origine del toponimo. Il gonfalone è un drappo partito di giallo e di azzurro, colori tradizionali cavagnolesi.

Al comune di Brusasco-Cavagnolo —attivo dal 1928 al 1957 — era stato riconosciuto uno stemma con decreto del capo del governo del 20 gennaio 1938 costituito da uno scudo di sfondo nero, occupato da una fenice d'argento fissante quattro stelle poste nell'angolo superiore sinistro.

Lo stemma del comune di Cavagnolo
Lo stemma del comune di Brusasco-Cavagnolo (1928-1957)

## Monumenti e luoghi d'interesse
L'Abbazia di Santa Fede, costruita nel XII secolo, è una testimonianza significativa dell'arte romanica in Piemonte. Una tradizione locale cita San Mauro come fondatore dell'abbazia. Molto probabilmente l'abbazia fu eretta dai monaci benedettini di Sainte-Foy in Francia intorno al 1100. La più antica testimonianza riguardante l'abbazia risale al 1281. Nel 1477 l'abbazia fu eretta a priorato dal vescovo di Casale Monferrato. Nel 1728, viste il pessimo stato del complesso, Paolo Coardi finanziò la ristrutturazione della chiesa. Durante i secoli, la chiesa venne sconsacrata e riconsacrata più volte e utilizzata per vari scopi (fu per certo tempo stalla e porcile). La chiesa, in mattoni e pietra arenaria, presenta una facciata a capanna e all'interno tre navate. L'ingresso è costituito da un portone sovrastato da un timpano, rappresentante i vizi e le virtù umane e figure zoomorfe e floreali. All'interno, le navate sono scandite da pilastri. In fondo all'abbazia si trova l'altare e l'abside. Unica fonte di luce sono alcune fessure nelle pareti e una bifora in pietra con archi a tutto sesto situata sopra il portone d'ingresso. L'abbazia fa parte del percorso turistico Rete Romanica in Collina.
Oltre all'abbazia, da segnalare è la chiesa di San Secondo al Cimitero, vecchia chiesa parrocchiale fondata prima del 1000. Sul territorio comunale, oltre alle già citate abbazia di Santa Fede e chiesa di San Secondo, sono presenti altre cinque chiese: la chiesa parrocchiale di Santa Maria Ausiliatrice in frazione Pomaretto, la chiesa di San Defendente in frazione Casa Are, la chiesa di Santa Liberata in frazione Casa Porta, la chiesa di San Lorenzo in frazione Scallaro e la chiesa di San Rocco in frazione Villa.
In collina sono presenti i ruderi del castello, la cui costruzione potrebbe risalire tra il 1164 e il 1167, anno in cui Federico I Barbarossa rase al suolo la fortezza ed il borgo della vicina Verrua Savoia.
Di particolare interesse sono inoltre:
- il municipio, che presenta alcuni affreschi,
- Villa Martini, una residenza sulle colline cavagnolesi appartenuta ad Alessandro Martini
- l'ex Asilo Martini, un complesso scolastico oggi adibito a spettacoli teatrali, rassegne culturali, concorsi e mostre
- la stazione ferroviaria, attualmente non più in uso

Il territorio di Cavagnolo ricade nella riserva della biosfera UNESCO del Parco del Po Torinese e delle Colline del Po.

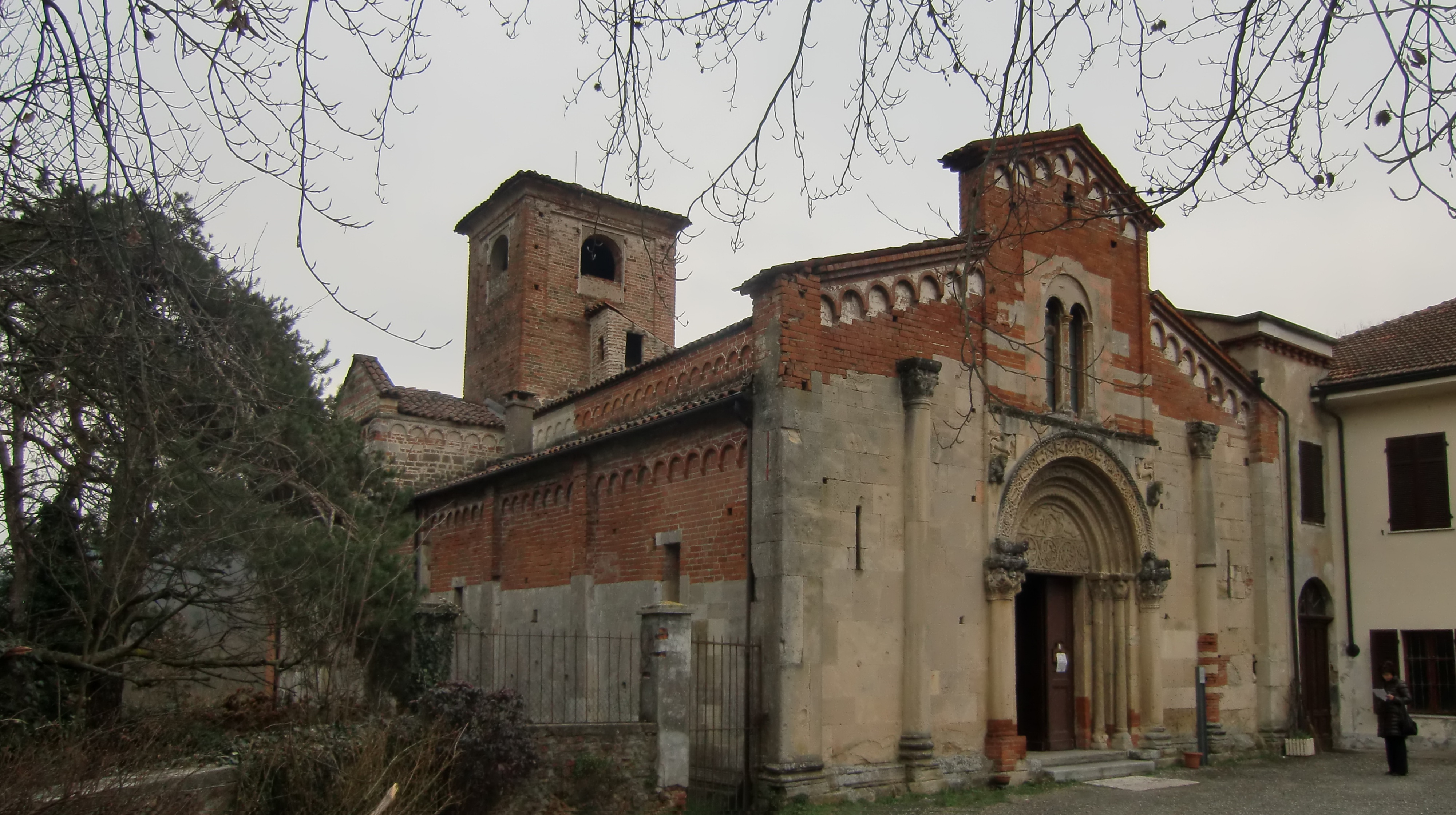
L'abbazia di Santa Fede
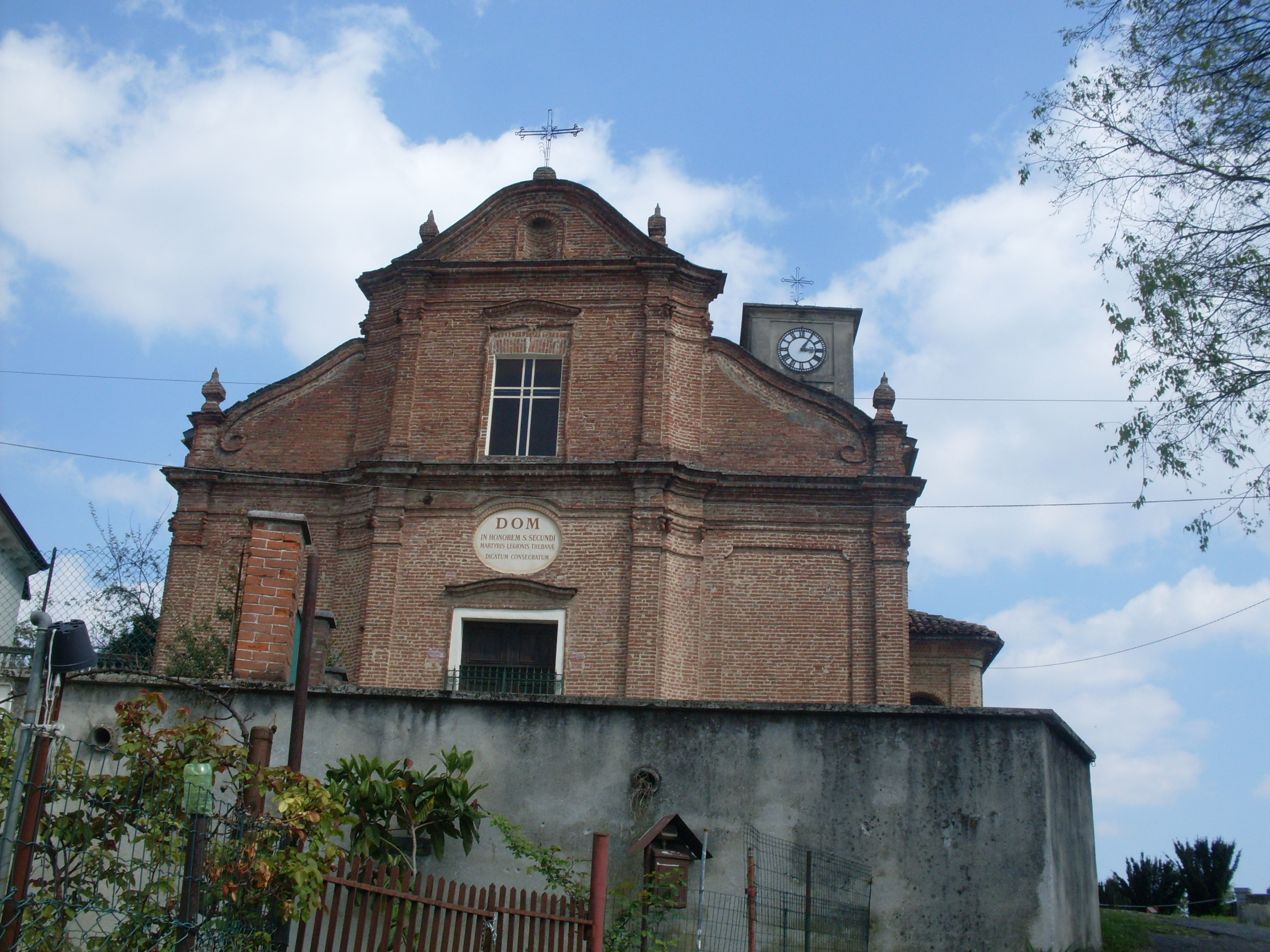
La chiesa di San Secondo al Cimitero
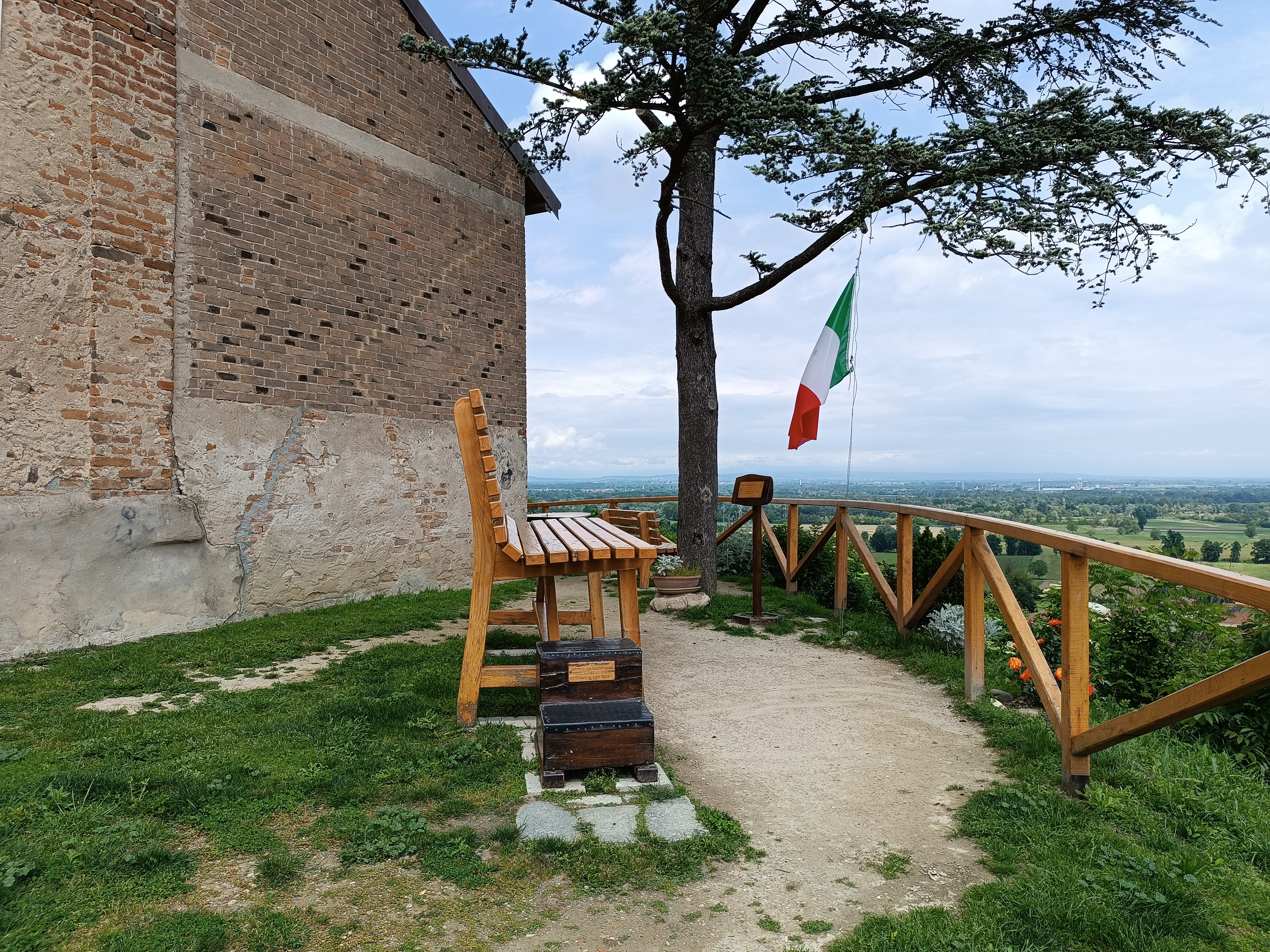
Il Belvedere Casimiro Barello circostante la Chiesa di San Secondo
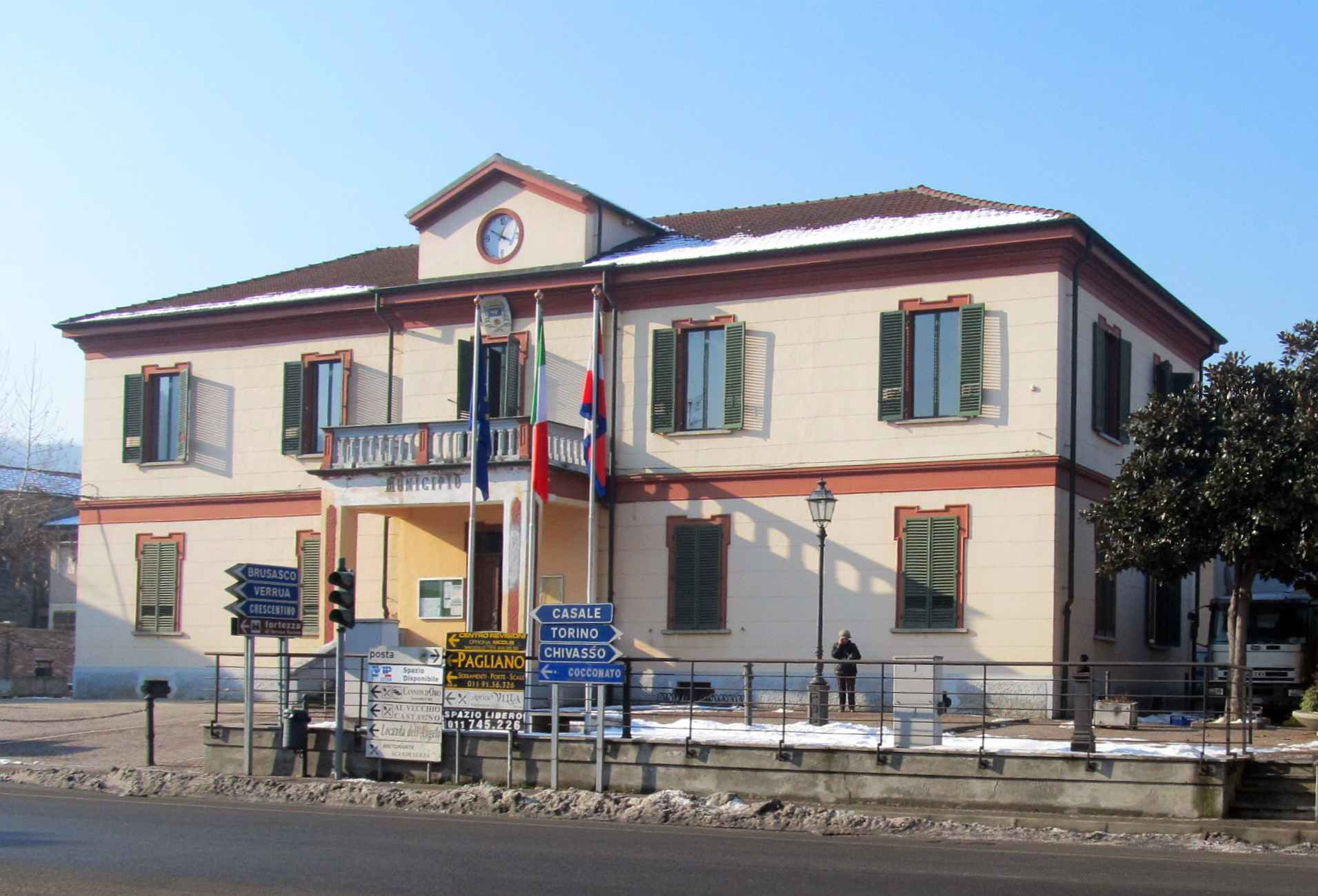
Il municipio di Cavagnolo

## Società

### Evoluzione demografica
Negli ultimi cinquanta anni, a partire dal 1971, la popolazione residente è aumentata del 36 %.
Abitanti censiti

### Etnie e minoranze straniere
Secondo i dati Istat al 31 dicembre 2017, i cittadini stranieri residenti a Cavagnolo sono 119, così suddivisi per nazionalità, elencando per le presenze più significative:
1. Romania, 62

## Cultura

### Biblioteca
La biblioteca comunale, con un patrimonio di circa 5,900 libri, ha sede nella scuola elementare locale.

### Cucina
Specialità del paese sono i "cavagnolesi", dolci a base di nocciola e cacao e venduti nel caratteristico involucro rosso.

## Infrastrutture e trasporti
La stazione di Cavagnolo-Brusasco, attiva fra il 1912 e il 2011, era posta lungo la cessata ferrovia Chivasso-Asti.
Tra il 1883 e il 1949 il comune ospitò una fermata della Tranvia Torino-Chivasso/Brusasco.

## Amministrazione
| Periodo        | Periodo        | Primo cittadino       | Partito                         | Carica                  | Note |
| -------------- | -------------- | --------------------- | ------------------------------- | ----------------------- | ---- |
| 1957           | 1970           | Evasio Faletti        |                                 | Sindaco                 |      |
| 1970           | 1973           | Ing. Squillero        |                                 | Sindaco                 |      |
| 1973           | 1985           | Remigio Lazzaro       |                                 | Sindaco                 |      |
| 3 giugno 1985  | 15 maggio 1990 | Remigio Lazzaro       | Democrazia Cristiana            | Sindaco                 |      |
| 15 maggio 1990 | 24 aprile 1995 | Mario Corsato         | Partito Comunista Italiano      | Sindaco                 |      |
| 24 aprile 1995 | 14 giugno 1999 | Mario Corsato         | Indipendente                    | Sindaco                 |      |
| 14 giugno 1999 | 14 giugno 2004 | Mario Corsato         | lista civica                    | Sindaco                 |      |
| 14 giugno 2004 | 8 giugno 2009  | Franco Giovanni Sampò | lista civica                    | Sindaco                 |      |
| 8 giugno 2009  | 20 giugno 2011 | Franco Giovanni Sampò | lista civica                    | Sindaco                 |      |
| 20 giugno 2011 | 7 maggio 2012  | Paolo Accardi         | -                               | Commissario prefettizio |      |
| 7 maggio 2012  | 12 giugno 2017 | Mario Corsato         | lista civica Unione Cavagnolese | Sindaco                 |      |
| 12 giugno 2017 | 13 giugno 2022 | Andrea Gavazza        | lista civica Adesso! Cavagnolo  | Sindaco                 |      |